# هانس راسموسن
هانس راسموسن (بالإنجليزية: Hans Rasmussen)‏ هو لاعب كرة قاعدة أمريكي، ولد في 18 أبريل 1895 في شيكاغو في الولايات المتحدة، وتوفي بنفس المكان في 1949.

## وصلات خارجية
- هانس راسموسن على موقعبيزبول رفرنس.كوم (الدوري الرئيسي) (الإنجليزية)